# 聖公會阮鄭夢芹銀禧小學

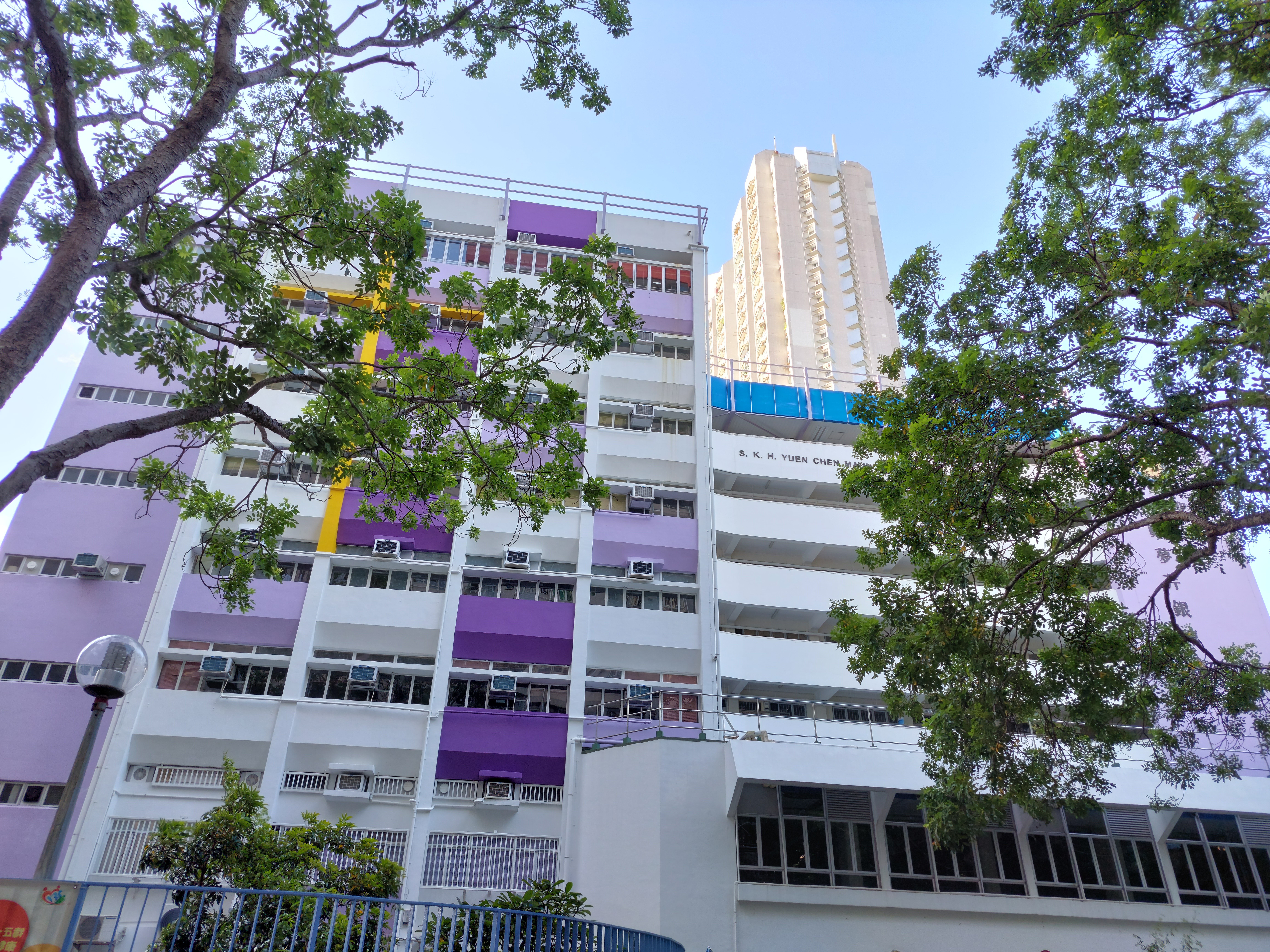
校舍

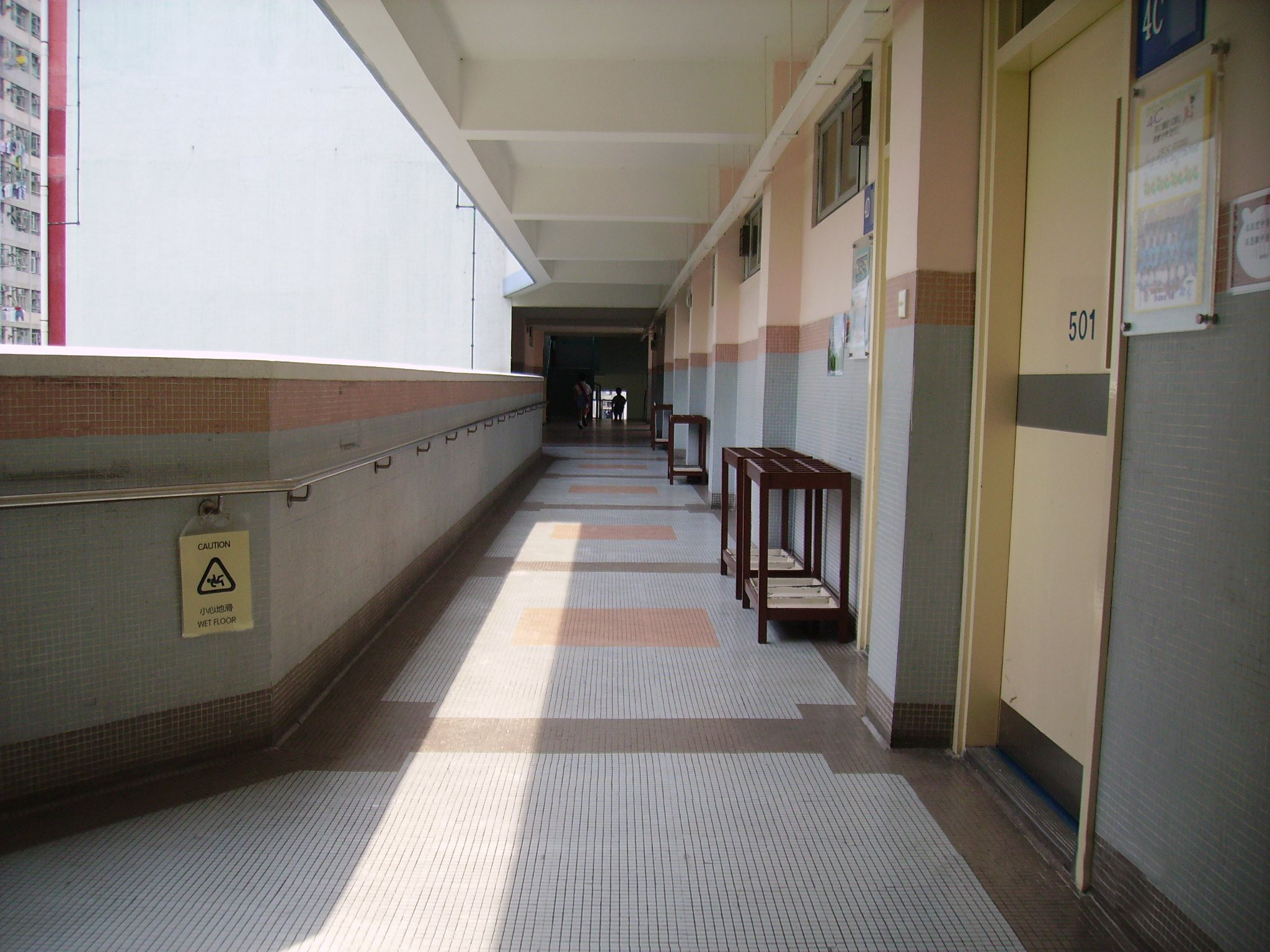

聖公會阮鄭夢芹銀禧小學（英語：S.K.H. Yuen Chen Maun Chen Jubilee Primary School，簡稱YCMCJ），簡稱阮鄭及阮鄭銀禧及阮鄭夢芹或阮銀，是一所位于香港大埔區的全日制男女津贴小学。該校前身為聖公會阮鄭夢芹小學下午校及香港神託會培賢小學，當中後者歷史更可追溯至1966年成立之培成小學。

## 學校概况

### 学校歷史
聖公會阮鄭夢芹銀禧小學原為聖公會阮鄭夢芹小學下午校，學校由阮維揚先生捐款，以其夫人阮鄭夢芹女士命名，創辦於1984年，原校校址位於大埔廣福邨。後繼發展上、下午部共49班。至2009年，阮鄭夢芹小學下午校遷往大埔富亨邨，並与香港神託会培贤小学合并，改名为聖公會阮鄭夢芹銀禧小學，学制由下午制变为全日制；而教職員則沿用阮鄭夢芹下午校人員為主。
至於被合併的香港神託會培賢小學，其歷史可追溯至1966年、由神託會關聯機構「普世基督使命團」創立的培成小學，當中小學部亦分為上、下午校，校舍設於藍田（二）邨與第11座相連的「火柴盒」小學校舍。開校初年，培成小學僅招收小一及小四學生，至1969年首屆小六學生畢業。而在1972年增設的幼稚園，則設於第11座地下。
由於藍田（二）邨11-14座需要同時按擴展及整體重建計劃清拆，故培成小學暨幼稚園於1989年接獲房屋署通知，需於兩年後停辦，隨即向政府爭取延遲停辦。其後，此校於翌年獲分配一組位於大埔富亨邨的幼、小校舍，因此得以於1991年舊址清拆時遷校續辦，當中小學改名為「培賢小學」，並沿用半日制，而重置於亨耀樓地下的幼稚園沿用「培成」之名；與此同時，「普世基督使命團」連同屬校正式併入香港神託會。
其後，培成幼稚園於2003年結束，僅餘小學部一直辦學，並在翌年起逐步改為全日制。直至2007年，培賢小學亦因收生不足而被列入「殺校」名單，但不久後即與聖公會阮鄭夢芹小學下午校達成合併協議，並於兩年後合併。至此，原培成小學的歷史得以再延續至今。

### 校訓
與聖公會小學監理委員會屬下的其他小學一樣，均採用「非以役人，乃役於人」為統一校訓。
而在2009年前，培賢小學的校訓為「信愛勤恆」；至於在遷入大埔前的培成小學，由於年代久遠及紀錄不完整，其校訓暫不可考。

## 學校設施

### 藍田培成舊校舍
培成小學為一座按徙置事務署標準設計的「火柴盒」小學，不計地下共設5層，設有24個課室；該校舍與藍田邨第11座中部相連，在同期建成的第四型徙置大廈屬常見的設計。
隨著培成小學於1991年暑假遷往大埔，舊校舍隨即交還予房屋署，隨後於1992年尾與相連的第11-14座一併重建，惟校舍直到1993年才正式清拆（其中12-13座為問題公屋，早於1988年封閉）。原址於1996年完成重建，現為啟田邨啟仁樓。

### 大埔培賢/银禧校舍
現時校舍為一座第二代標準小學校舍，設有26個課室及各種特別室。重置校舍屬富亨邨四期工程的一部分，由瑞安建業承建，1989年動工，至1991年啟用。
此校舍自培成小學1991年遷入後使用至今，曾於天台加建一層上蓋，並同時增設升降機。

## 專業協作與交流
該校與香港、內地及海外學校保持溝通及合作。

## 歷屆校長

### 培成小學時代

#### 上午校
- 陳鐵林先生（1966年-1987年，上午校創校校長，因移民澳洲而辭職）[9]
- 陳世豪先生（1987年-1990年，後調任培基小學創校校長）[6]

#### 下午校
- 陳世豪先生（1966年-1987年，下午校創校校長，後調至上午校）
- 陳耀燊先生（1987年-1990年）[6]

#### 上、下午校
- 盧稚光先生（1990年-1991年，舊校舍末任校長，原為同系佐敦谷學校末任校長，後過渡至新校舍下午校）[10]

### 培賢小學時代

#### 上午校
- 廖桂文先生（1991年[10]-1999年，遷校後首任校長，由同系培雅小學調任；因移民美國而辭職）[11]
- 林影常女士（1999年-2004年；後改任全日制第二任校長）[12]
- 鄭燕美女士（2004年-2005年，上午校末任，後改任全日制首任校長）

#### 下午校
- 廖桂文先生（1991年-1992年，遷校後首任校長）[11]
- 盧稚光先生（1992年-1998或1999年）
- 尤淑姬女士（1998年或1999年-2000年）[13]
- 黃清江先生[14]（2000年-2007年，下午校末任，其後轉任培基小學校長）

#### 全日制
- 鄭燕美女士（2005年-2008年，全日制首任校長）
- 林影常女士[15]（2008年-2009年，全日制第二任校長，其後學校由聖公會接辦）

### 阮鄭夢芹銀禧小學時代
- 陸國森先生（2009年-2014年，全日制第三任校長，由阮鄭夢芹小學下午校過渡，再轉任同系的蒙恩小學校長）
- 朱偉基先生（2014年-2021年，全日制第四任校長，轉任同系的基福小學校長）
- 鄧依萍女士（2021年-2025年）

## 著名校友

### 培成小學時代
- 柯創盛：觀塘區議會主席、立法會議員（初小肄業，後轉至同一屋邨的聖公會兆強小學就讀高小）[16]

### 培賢小學時代
- 李家豪：香港職業足球員[17]
- 馮慶燁：香港職業足球員[18]

### 阮鄭夢芹下午校時代
- 李綺雯：前亞洲電視及前無綫電視藝員

## 註解
1. ↑  1991年前以「普世基督使命團」法人名義辦學，及後直屬神託會

## 外部連結
- 學校網址 （页面存档备份，存于）
- 接辦前的「培賢小學」學校網址 （页面存档备份，存于）
- 聖公會阮鄭夢芹銀禧小學 2009-2010小學概覧